# Sorvilán
Sorvilán è un comune spagnolo situato nella comunità autonoma dell'Andalusia. Si trova a sud della Sierra de la Contraviesa, vicino al mar Mediterraneo, a 759 metri di altitudine.
Il comune è formato dai villaggi di Alfornón, Melicena, Los Yesos e Sorvilán.

## Storia
Le attestazioni più antiche di un insediamento nel territorio comunale risalgono al X e XI secolo e si riferiscono ad una villa rurale (in spagnolo alquería che significa villaggio ed è un insediamento simile, concettualmente, alla villa romana).
In quest'epoca si stabilì il sistema di irrigamento caratteristico della regione: polle di acqua che riempiono baini da cui si dipartono canalizzazioni che giungono alle terre coltivate. probabilmente la coltivazione della vigna era già stat introdotta benché destinato alla produzione di uva da tavola e uva passa.
Nel XIV secolo fu costruita la torre fortificata di Melicena
Nel XV secolo fu costruita dai nasridi la torre fortificata di Melicena, su di un'altra anteriore. In questa stessa epoca i Berberi fondarono Alfornón, a nord del comune. La resa dei moreschi ribellatisi nell'Alpujarra l'8 marzo 1500, sfoció nella creazione da parte della Corona della signoria di Torvizcón. Sorvilán fece parte di questa signoria fino al XV secolo inoltrato.
Nel 1571 ebbe inizio la ripopolazione della zona con 2.423 famiglie provenienti dalla León, Galizia, Asturie e Castiglia. Una volta terminato questo processo di ripopolazione ebbe inizio la massiva aratura di terre e la sparizione progressiva dei boschi di querce della zona. Fu introdotto il vigneto in tutta la regione, già destinato all'elaborazione di vini esportati a Jerez e Malaga.
Alla fine del XVII secolo, la signoria passò per via matrimoniale al conte di Cifuentes, Fernando Silva y Zapata-Portecarrero. In questo periodo ebbe inizio una fase di splendore. La coltivazione del vigneto si estendeva lungo tutto il versante meridionale della Contreviesa, fino al mare. 
L'uva della parte superiore, poiché maturava difficilmente, fu destinata alla produzione d'acquavite (a Alfornón esistevano addirittura cinque distillerie.) Quella del versante centrale, che avrebbe abbracciato i lati circondanti il nucleo di Sorvilan, fu destinata alla produzione di vino e all'elaborazione del famoso "spirito del vino", esportato successivamente a Jerez per l'introduzione dei suoi vini. Quella della parte inferiore, corrispondenti alla zona di melicena, El Saltadero, Los Yesos e le fattorie adiacenti, fu destinata alla produzione dell'uva passa, esportata in grandi quantità a Malaga. Anche la coltivazione del gelso ebbe la sua importanza: le sue foglie erano dirette alle fabbriche di seta dell'alta Alpujarra, soprattutto a Ugíjar.
Con l'avanzare del secolo, la zona divenne stabile, la colonizzazione e la bonifica di nuove terre crebbero a gran ritmo, il che si tradusse in seguito in aumento di popolazione.
Nel XIX secolo la popolazione del comune fu dimezzata, quando Polopos si emancipò con i suoi futuri collegamenti: Portuguillos, Haza del Trigo, La Mamola, Torre del Cautor e qualche altra fattoria. La zona fu costante sia dal punto di vista economico che sociale sino alla fine del secolo, quando l'arrivo della fillossera distrusse la coltivazione di vite. Gli abitanti della zona divennero proprietari di alcune terre che fino a quel momento appartenevano alla signoria.
Con l'arrivo del XX secolo ebbe inizio la progressiva decadenza economica della zona, nonostante la rinascita della coltivazione del vigneto e l'introduzione massiva del mandorlo.
Lo stemma del comune è formato da alcune foglie di sorbo (il toponimo "Sorvilán" deriva da Servalán, bosco di sorbi) da una torre in stile medievale che rappresenta il Castello del Barranco del Madroño. Lo sfondo verde della parte superiore simboleggia la coltivazione di vigneti e mandorli, mentre l'azzurro della parte inferiore il mare. 

## Feste e ricorrenze
- Festa di S. Antonio o festa dei "Fuochi", il 16 gennaio a Sorvilán e Alfornón: falò al crepuscolo, degustazioni di prodotti di macellazione e di vino novelli. Di carattere popolare.
- Vergine della Candelora a Melicena il 2 febbraio: falò al crepuscolo sulla spiaggia. Arrosto. Di carattere popolare.
- Carnevale: esibizione di gruppi danzanti per le strade del paese (Sorvilán) e nella piazza del municipio.
- Settimana Santa: riti religiosi e gastronomia tipica: frittelle, minestra di baccalà, frittata della Settimana Santa.
- Giornata della Cultura Tradizionale a Alfornón: festa delle tradizioni in cui il paese si trasforma in scenario della propria cultura inalterata e gli stessi abitanti in attori. Mostre, tradizione orale, degustazione di fegati di maiale macellato da poco. Seconda edizione.
- San Marco: 25 aprile a Sorvilán e Alfornón. Messa e processione. Benedizione dei campi e degli animali. Sagra.
- Concorso gastronomico "Stufato di capretto". Secondo sabato del mese di maggio. La nona edizione nel 2006.

A partire dalla ricchezza culinaria della regione e dalla tradizione nella preparazione del capretto, l'amministrazione di Sorvilán organizza ogni anno questo peculiare concorso. 
Cuochi provenienti da tutta l'Andalusia orientale preparano la propria ricetta a base di capretto nella piazza del paese, con la legna fornita dall'organizzazione. Quindici sono i partecipanti che mostrano le proprie doti culinarie ai cinque membri della giuria e al resto degli spettatori che assaggiano gli stufati e gli eccellenti vini della zona forniti dagli stessi abitanti. 
- Notte di S. Giovanni: primo mattino del 24 giugno. A Melicena. Arrosto, sagra notturna, e bagno in mare.
- Primo fine settimana d'agosto: feste patronali di Los Yesos. Attività ludiche, culturali e sportive.
- Festa di S. Gaetano, patrono di Sorvilán, 6, 7 e 8 agosto. Sagra notturna, attività culturali e sportive, degustazione. Processione.
- Festa di S. Rocco, patrono di Alfornón. 16 e 17 agosto. Sagra notturna, attività culturali, sportive e ludiche. Processione.
- Feste patronali di melicena: a metà agosto, data non fissa. Attività simili ai precedenti eventi.
- Natale.
- Si distingue tra gli altri la "Giornata del pane a ciambella" a Alfornón, il 26 dicembre, tradizione per la quale i membri della commissione organizzativa di feste accorrono al paese con pane a ciambella sostenuto da un bastone. Si canta e si balla fino all'alba.